# قرى بني هاشم
قرى بني هاشم هي قرى بني هاشم هي عبارة عن ثلاثة قرى في محافظة الزرقاء.
- أبو الزيغان: وهي أكبر قرى بني هاشم وتبعد عن مدينة الزرقاء 11 كم. وتحتوي على مدرسة اناث ابتدائي و إعدادي وثانوي و مدرسة ذكور ابتدائي و إعدادي، و تضم العديد من المساجد منها مسجد أبو الزيغان و مسجد المتقين و مسجد عائشة رضي الله عنها.
- ارحيل: وهي اصغر قرى بني هاشم وتقع بين أبو الزيغان ودوقرة وتبعد عن مدينة الزرقاء 12 كم
- دوقرة: هي آخر القرى الثلاث وتقع بعد أبو الزيغان وارحيل وتبعد عن مدينة الزرقاء 14 كم

و تتبع هذه القرى إداريا إلى متصرفية الهاشمية، و يوجد مبنى البلدية في قرية دوقرة و يوجد مركز صحي في قرية أبو الزيغان، و هي مخدومة في باصات النقل العام بعدد خمسة حافلات.ويبلغ تعدد سكانها حوالي سبعة آلاف نسمة